# Inga Perder
Inga Mirjam Perder, ogift Holmesson, född 3 februari 1930 i Flymens församling, Blekinge län, död 24 oktober 2023, var en svensk författare och poet.
Inga Perder var från 1952 gift med pastor Sigurd Perder (1930–2019) och mor till bland andra tonsättaren Kjell Perder och pastor Sören Perder (född 1953) som är föreståndare för Pingstkyrkan i Örebro. Inga Perder höll i likhet med maken andakt i Sveriges Radio P1 ett antal gånger. Makarna Perder var bland annat verksamma i Köping, Falun och Växjö men hon bodde sedan i Sollentuna kommun.